# Flaiòsc
Flaiòsc (en francès Flayosc) és un municipi francès situat al departament del Var i a la regió de Provença – Alps – Costa Blava.

## Demografia
| 1962                                       | 1968  | 1975  | 1982  | 1990  | 1999  | 2007  |
| ------------------------------------------ | ----- | ----- | ----- | ----- | ----- | ----- |
| 1.312                                      | 1.454 | 1.867 | 2.384 | 3.233 | 3.924 | 4.341 |
| Des de 1962: població sense dobles comptes |       |       |       |       |       |       |

## Administració
| Període | Identitat       | Partit |
| ------- | --------------- | ------ |
| 2008-   | Xavier Guerrini |        |

## Agermanaments
- Vezza d'Oglio